# Paddock Grand Prix
Paddock Grand Prix è una squadra motociclistica con sede in Svizzera che partecipa alle competizioni del motomondiale.

## Storia
La squadra ha intrapreso la propria attività nel motomondiale nel 2002 come "Elit Grand Prix", portando in gara in classe 125 una Honda RS125R prima per Jakub Smrž e poi per l'esordiente Thomas Lüthi. Nel 2003 una moto viene affidata nella classe 250 al rientrante Smrž, sostituito nel finale di stagione da Jaroslav Huleš, mentre in 125 viene confermato Lüthi, che ottiene il primo podio personale e di squadra nel GP di Catalogna. Per il 2004 vengono invece preparate due moto nella classe inferiore per Lüthi e Dario Giuseppetti.
Nel 2005 schiera una sola moto per Lüthi, che in Francia coglie per sé e per la squadra la prima vittoria nel motomondiale, ripetendosi poi in altre tre occasioni, e che conclude tutte le gare eccetto quella iniziale in zona punti salendo più volte sul podio e laureandosi campione del mondo nell'ultima prova stagionale a Valencia con 5 punti di vantaggio su Mika Kallio.

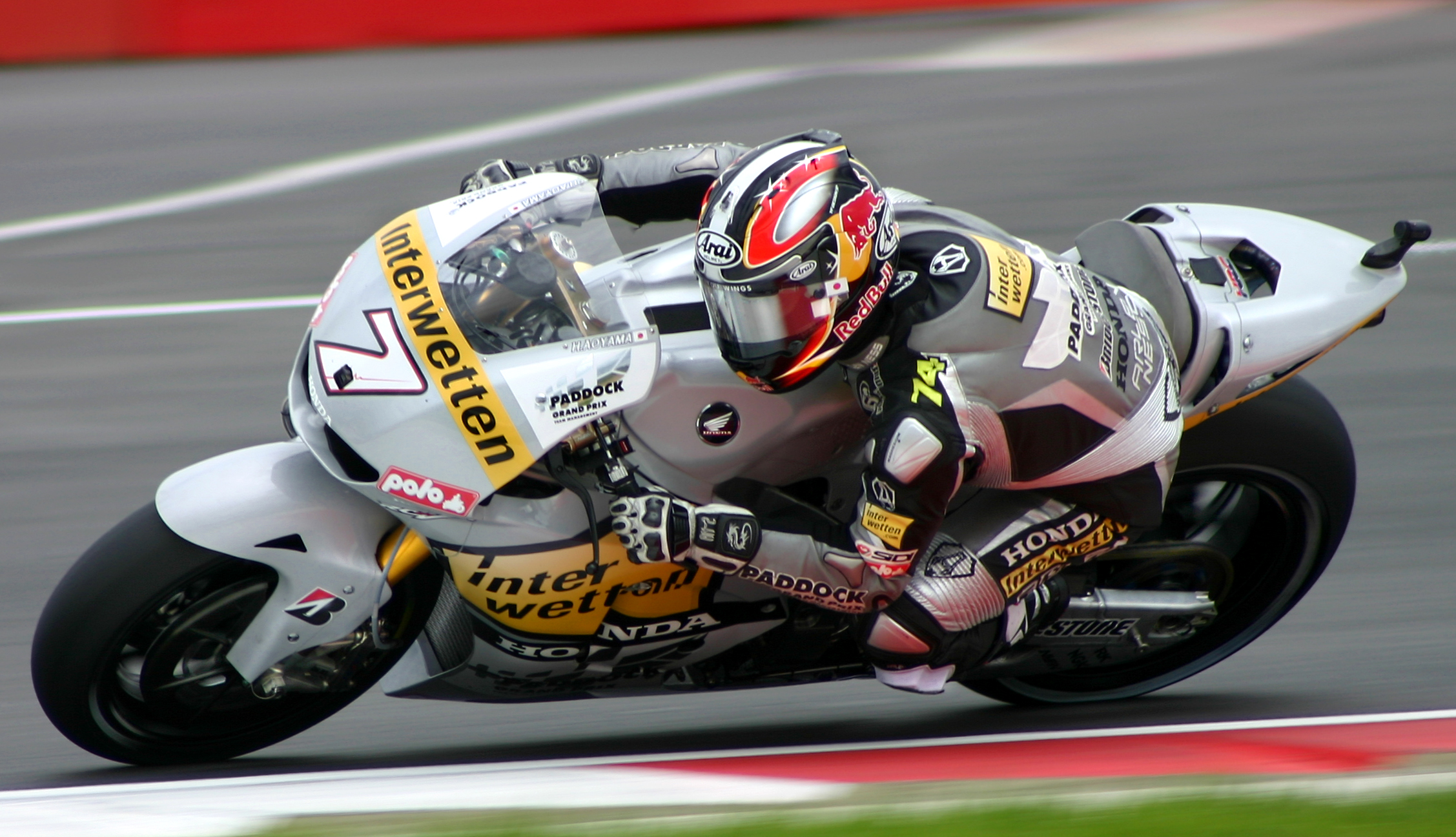
Hiroshi Aoyama in MotoGP nel 2010.

Nel 2006 si iscrive come "Elit - Caffè Latte" con la coppia di piloti formata da Lüthi e Sandro Cortese, con il primo che ottiene l'unica vittoria della stagione in Francia. Nel 2007, sotto il nome di "Emmi - Caffè Latte", la squadra passa a motociclette Aprilia sia in 125 con Cortese e sia in 250 con Lüthi; i due piloti vengono confermati anche per il 2008, anno in cui viene fatto correre, con diversa sponsorizzazione, anche Lukáš Pešek nella 250.
L'anno dopo vengono portate in gara due moto nella classe di mezzo, con gli stessi piloti alla guida, mentre nelle ultime gare dell'anno viene seguito anche Mattia Pasini, rimasto senza una moto a causa dei problemi economici del suo team precedente.
Nel 2010, anno in cui ha inizio la sponsorizzazione da parte di Interwetten, la squadra presenta al via un pilota per classe: debutta in MotoGP affidando una Honda RC212V all'ultimo campione mondiale 250 Hiroshi Aoyama, che ottiene come miglior risultato stagionale un 7º posto in Malesia e finisce tutte le gare disputate in zona punti; in cinque Gran Premi, data l'assenza di Aoyama per infortunio, si avvicendano sulla moto Kōsuke Akiyoshi e Alex De Angelis, anch'essi sempre a punti. Per la stagione inaugurale della classe Moto2, la squadra sceglie come mezzo la Moriwaki MD600, condotta da Lüthi in diverse occasioni fino al podio durante la stagione, mentre in 125 una Honda viene schierata per Marcel Schrötter.
Per il 2011 la squadra limita la propria partecipazione alla Moto2, passando alla Suter MMX sempre con Lüthi come pilota, il quale ottiene la prima vittoria in questa classe a Sepang. Lo stesso assetto viene confermato anche nel 2012.

## Risultati MotoGP
I punti e il risultato finale sono la somma dei punti ottenuti da entrambi i piloti (in questo caso uno solo) e il risultato finale si riferisce al team e non al costruttore.
| Anno | Moto         | Gomme | Piloti          |    |    |    |    |    |    |    |    |    |    |    |    |    |    |   |    |    |    | Punti | Pos. |
| ---- | ------------ | ----- | --------------- | -- | -- | -- | -- | -- | -- | -- | -- | -- | -- | -- | -- | -- | -- | - | -- | -- | -- | ----- | ---- |
| 2010 | Honda RC212V | B     | Hiroshi Aoyama  | 10 | 14 | 11 | 11 | NP |    |    |    |    |    | 12 | 12 | 13 | 10 | 7 | 13 | 12 | 14 | 68    | 10º  |
| 2010 | Honda RC212V | B     | Kōsuke Akiyoshi |    |    |    |    |    | 15 | 13 |    |    |    |    |    |    |    |   |    |    |    | 68    | 10º  |
| 2010 | Honda RC212V | B     | Alex De Angelis |    |    |    |    |    |    |    | 12 | 12 | 13 |    |    |    |    |   |    |    |    | 68    | 10º  |

| Legenda | 1º posto        | 2º posto            | 3º posto            | A punti      | Senza punti        | Grassetto – Pole position Corsivo – Giro più veloce |
| Legenda | Gara non valida | Non qual./Non part. | Ritirato/Non class. | Squalificato | '-' Dato non disp. | Grassetto – Pole position Corsivo – Giro più veloce |